# Шелейн Фленеген
Шелейн Фленеген  (англ. Shalane Flanagan, 8 липня 1981) — американська легкоатлетка, олімпійська медалістка.

## Виступи на Олімпіадах
| Олімпіада  | Дисципліна           | Місце      |
| ---------- | -------------------- | ---------- |
| Афіни 2004 | біг на 5000 метрів   | 11 h2 r1/2 |
| Пекін 2008 | біг на 5000 метрів   | 10         |
| Пекін 2008 | біг на 10 000 метрів | 3          |